# زمین‌لرزه بزرگ گنروکو
زلزله بزرگ گنروکو (به ژاپنی: 元禄大地震, Genroku Daijishin) زلزله‌ای بود که به وقت محلی ۰۲:۰۰ در ۳۱ دسامبر سال ۱۷۰۳ در دوره ادو در ژاپن رخ داد.